# Salish de la côte
Pour les articles homonymes, voir Salish (homonymie).

Carte des langues salishes de la côte

L'expression Salishes de la côte ou Salishes du littoral ou Salishes côtier (en anglais Coast Salish) fait référence, d'un point de vue linguistique, culturel ou ethnographique, à un sous-groupe de populations autochtones salishes dont les langues ou dialectes d'origine présentent des caractéristiques communes qui ont entraîné leur classification dans un sous-groupe de langues salishe, appelé « langues salishes de la côte ». Le mot « côte » désignant la côte des détroits de Géorgie et de Juan de Fuca de la côte de l'océan Pacifique.

## Introduction
La connaissance des débuts de l'histoire des Salishes de la côte passe par l'archéologie; les documents écrits n'apparaissent qu'à la fin du XVIIIe siècle lorsque les Européens ont découvert et pris en compte ce peuple. À cela s'ajoutent la tradition orale et la recherche sur les arbres qui portent des traces d'interventions humaines, la Culturally Modified Trees.
Les Salishes de la côte, semi-nomades, vivaient surtout du saumon.
Au plus tard après le XVIe siècle ils menèrent une vie plus agricole qui a notoirement transformé le paysage. Apparurent alors pendant des siècles des grands villages habités de temps en temps l'hiver.
Les sociétés se composaient d'une noblesse dominante, du peuple et d'esclaves pour la plupart prisonniers de guerre et leurs descendants. Ces esclaves étaient aussi une marchandise de commerce, objet d'échange sous forme de dons rituels entre les groupes dominants.
De même que l'appartenance à la noblesse, la dignité de chef était le plus souvent héréditaire dans certaines familles mais pouvait être refusée.
La région particulièrement pluvieuse était couverte de forêts tempérées qui fournissaient le matériau pour des totems de plus de 50 m, pour les maisons, pour la nourriture, les vêtements et les couvertures. Les métaux en revanche étaient très rares.
Les canoës, aptes à la haute mer, permettaient de mener des guerres le long des côtes et un commerce important. Les voies de commerce et les routes maritimes connues furent également utilisées par les explorateurs et marchands de peaux européens. Ils étaient également porteurs de maladies inconnues qui firent disparaître plusieurs tribus : dès 1775 les Salishes furent décimés par la variole. Vint aussi une période de grandes guerres caractérisée par des pillages des peuples du Nord accentuée par les armes venues d'Europe.
En 1846 les États-Unis et la Grande-Bretagne séparèrent l'immense Oregon Country en suivant le 49e parallèle : ils tranchèrent dans des domaines, des liens de famille et de commerce traditionnels. La mise en œuvre de cette colonisation fut la cause de combats à Washington, tels que les guerres Puget-Sound. L'installation de réserves indiennes au Canada entraîna un grand morcellement de l'habitat ; aux États-Unis en revanche plusieurs tribus étaient souvent rassemblées si bien que de nouvelles relations apparurent appelées tribes.
En Colombie-Britannique les Salishes ont d'abord joué un grand rôle économique avant que des lois inspirées par la plupart des industriels réduisent leur importance : de façon similaire aux États-Unis ils furent réduits à n'être que des régions inhospitalières. En parallèle les deux États ont suivi des stratégies variées pour une assimilation par la force. Elle commença des deux côtés par une évangélisation — en réaction certains mouvement spirituels se développèrent —, elle mena à l'interdiction des expressions artistiques les plus importantes, exclut tous les habitants autochtones du droit de vote et aboutit au transfert obligatoire de tous les enfants dans des établissements avec internat ; en 2008 le Canada leur présenta des excuses. Pendant cette période la population chuta, la plupart des langues disparurent et l'exode rural vers les villes fut si important qu'aujourd'hui la plus grande partie des Salishes de la Côte y habitent encore.
La situation ne s'arrangea que grâce à une modification de droit que les représentants des tribus arrachèrent des tribunaux suprêmes. Grâce à des frontières ouvertes et à la prospérité croissantes de certaines tribus mais surtout grâce à la prise de conscience croissante de leurs valeurs culturelles communes, on assista partiellement à une renaissance de la communauté des groupes salishes. Beaucoup de tribus se battirent pour être reconnues en tant que tribus, premier pas pour participer à des négociations sur leur souveraineté et leur pays. Des associations de tribus concentrèrent les efforts, des frontières furent tracées, des droits souverains accordés.
Pendant plusieurs décennies aux États-Unis on a essayé de dissoudre le domaine des tribus en le morcelant et le privatisant; la plus grande partie des réserves canadiennes resta propriété des tribus. Depuis 1993 la Colombie-Britannique essaie d'imposer cette privatisation en échange de réserves plus étendues (BC Treaty Process), mais peu d'accords ont été signés jusqu'ici. Depuis 2007 il est difficile de savoir si ce BC Treaty Process peut et doit se poursuivre.

## Peuple Salishe
Les populations salishes regroupent de nombreuses tribus distinctes plus ou moins proches entre elles en fonction de leur langue, de leur culture ou de leur mode de vie ancestral. Une classification des salishes n'est donc pas facile. On peut cependant distinguer trois grandes familles :
- Les Bella Coola (ou Nuxálk) qui vivent sur la côte nord de la Colombie-Britannique
- Les Salishes de la côte qui vivent autour des détroits de Géorgie et de Juan de Fuca
- Les Salishes de l'intérieur qui vivent à l'intérieur des terres de part et d'autre de la frontière entre la Colombie-Britannique et l'État de Washington.

### Définition culturelle et linguistique
Le terme général « salishe » (on utilise souvent en français l'orthographe invariable d'origine anglaise « salish » ainsi que l'adjectif « salishen », en anglais on utilise le substantif salish et l'adjectif salishan) fait référence, d'un point de vue linguistique, culturel ou ethnographique, à des populations amérindiennes originaires du sud de la Colombie-Britannique au Canada et du nord des États de Washington, Idaho et Montana aux États-Unis, dont les langues d'origine présentent des caractéristiques communes. C'est un mot qui a été utilisé à l'origine en linguistique et il ne provient pas du nom des tribus concernées, bien qu'il existe une tribu d'indiens Flatheads qui s'appellent eux-mêmes « Salishes ».

### Territoires
Le territoire de l'ensemble des populations salishes est situé dans le sud-ouest de la Colombie-Britannique au Canada et dans le nord de l'État de Washington aux États-Unis.
Le territoire des populations salishes de la côte recouvre, lui, la majeure partie des bassins du détroit de Géorgie et de la baie Puget et inclut des parties des villes de Vancouver en Colombie-Britannique et de Seattle dans l'État de Washington. Cette région fournissait des ressources importantes à ses habitants : ceux-ci pouvaient pêcher le saumon et l'eulakane dans les rivières, recueillir les crustacés et les mollusques le long des rivages ou chasser les phoques et les cétacés dans l'océan. Les forêts fournissait du bois (thuya et pruche) ainsi que des baies et des racines comestibles.

### Populations
Actuellement les populations salishes de la côte sont organisées en plus de soixante-dix « bandes » différentes, une bande étant le terme officiel (dans le cadre de la « loi sur les Indiens ») qui désigne l'unité élémentaire du gouvernement des populations amérindiennes vivant au Canada. La population régie par une bande est appelée « nation ». Les nations salishes de la côte regroupent plus de 50 000 personnes.
On utilise les expressions suivantes pour distinguer certains sous-groupes parmi les Salishes de la côte :
- Langues salishes de la côte nord : comox (sliammon, klahoose, homalco), sechelt (shishalh) et pentlach (les Pentlatch ont disparu)
- Langues salishes de la côte centrale (ou salishe central) : squamish, halkomelem, nooksack et salish des détroits
- Langues salishes de Puget Sound et le détroit Juan de Fuca) : klallam, lushootseed, twana, chehalis, quinault

La côte est la région de Colombie-Britannique où s'est établi le plus grand nombre d'immigrants européens. Parmi toutes les populations indiennes de la province, les tribus salishes de la côte ont donc été celles dont le mode de vie a été le plus perturbé depuis la fin du XVIIIe siècle.

## Préhistoire
Ce qui concerne la Préhistoire des Salishes de la côte et de leurs ancêtres ne se révèle que par les fouilles archéologiques ou plus tard par la tradition orale. Sur environ 23 000 sites de fouille répertoriés en Colombie-Britannique on n'accorde chaque année que 400 autorisations de fouilles concentrées sur des bâtiments. Voilà pourquoi il y a souvent des conflits car la plupart des sites de l'histoire des Salishes se trouvent — sans que parfois on le remarque — sous terre ou en partie sous des collines de coquillages (shell middens) de plusieurs mètres de hauteur. Ce n'est qu'en 1995 qu'on a réussi à négocier avec une tribu de Colombie-Britannique, les Nanooses, un droit de regard sur les sites archéologiques. Malgré des recherches à peine soutenues au début les résultats des dernières décennies sont notables. De même en Washington. En 2003 un compte-rendu archéologique constatait qu'il y avait 14 000 sites archéologiques, des villages entiers jusqu'à des arbres, qui ont été modifiés par l'homme pour des motifs culturels (Culturally Modified Trees).
Lors de la première phase de colonisation par l'homme le paysage a subi des modifications importantes. Cette phase fut marquée par des glaciers, la fonte des neiges, des côtes mouvantes, un niveau de la mer nettement plus bas, des raz-de-marée puis la ligne des côtes modelées par des affaissements et des relèvements dus à la fonte des énormes masses de glace. Beaucoup d'objets ont donc disparu définitivement. Voilà en partie pourquoi on trouve très peu d'objets antérieurs au VIIIe millénaire av. J.-C..
Une des plus anciennes fouilles de la Colombie-Britannique se trouve près de Namu. Y ont vécu entre le VIIIe et le IIIe millénaire av. J.-C. des groupes semi-nomades qui ont fabriqué des outils en pierre de volcan. Des recherches plus récentes envisagent qu'on a utilisé des embarcations.
Traditionnellement les Salishes de la Côte supposent qu'ils ont toujours vécu là où ils sont actuellement. On raconte souvent des histoires sur la création parfois d'animaux à forme humaine, de créateurs ou ancêtres des tribus actuelles. À cela s'ajoute l'image d'un magicien suprême qui a créé les paysages, les animaux et les plantes et les bases de l'organisation de la société. Peut-être qu'elles contiennent les souvenirs de la période d'immigration et d'un déluge.

### À partir de la période Milliken
Les Stó:lōs qui font partie des Salishes supposent qu'ils ont toujours vécu là où ils habitent aujourd'hui.
La « période Milliken » (7500 - 6000 av. J.-C.) est la période la plus ancienne archéologiquement accessible. Le seul site se trouve à 4 km au-dessus de Yale. On y trouve des lames en formes de feuilles, d'œuf et de demi-lunes, des poinçons, des grattoirs minces et de la stéatite, tous typiques du lieu. Les roches le plus souvent utilisées sont des argilites, plus rarement le basalte, le quartz et l'obsidienne. Des noyaux de cerise noircis par le feu sont un indice de la saison où le lieu était habité. Comme il s'agit de la période de migration des saumons on suppose qu'ils profitaient de ces migrations — même si elles n'étaient pas si étendues et riches — pour la pêche. Quelques pièces en obsidienne viennent de l'Oregon, éloignée de 600 km — apparemment il y avait un commerce extérieur étendu.
La « période Mazama » (6000 - 4500 av. J.-C.) - elle tire son nom de la plus grande éruption volcanique connue qui a laissé le lac Crater actuel en Oregon - a laissé des traces également près de Yale et près de Hope. On y trouve des objets nouveaux : des coups-de-poing en forme d'œuf, des rabots et des coins bipolaires. On trouve également des microlithes, petites lames de pierre. Le basalte a supplanté les argilites. Dès cette époque on remarque des différences de culture entre le Nord, plus dépendant de l'Alaska, et le Sud qui avait des contacts jusqu'au moins l'Oregon.
La « période Eayem » (4000 - 1100 av. J.-C.) ne se rencontre qu'à Agassiz. On y a découvert une cavité d'habitation (appelée « pit house »), le premier témoignage d'un habitat stable (vers 3000 av. J.-C.). On a également découvert des pointes de projectiles, fixées ou dans le manche ou sur le côté, des vrilles, des pointes et des polissoirs. Le site le plus ancien d'un village (vers 3000 av. J.-C.) se trouve sur le site Paul Mason dans le canyon du Kitselas sur la rivière Skeena : on y trouve les traces d'une société non-hiérarchisée. Il a été habité de 1200 à 700 av. J.-C.. Déjà les maisons n'étaient pas rapprochées et en ligne, telles qu'on en trouvait dans les comptes-rendus de voyages d'explorateurs et commerçants européens de la fin du XVIIIe siècle. Mais la construction était plus légère, les maisons pratiquement de même taille. Les représentations figurées les plus anciennes datent de 2500 av. J.-C. De cette époque datent aussi les plus anciennes tombes. De 1500 à 500 av. J.-C. environ datent les premières massues de guerre en pierre ou os de baleines.
La « période Baldwin » (1100 - 650 av. J.-C.) se retrouve à nouveau à Williken, à Esilao et Katz (Sxwóxwiymelh dans le domaine des Chawathil) qui appartiennent aux Stó:lōs. Leurs outils sont des lames petites, de petites pointes de projectiles, des mortiers et des pilons. Apparaissent aussi des bijoux : bagues, boucles d'oreilles, perles, pendentifs et des représentations figurées. Cette période est considérée comme annonçant la culture Marpole. On trouve aussi des corbeilles, des chapeaux tressés, des cordes, des matelas, des restes de planches. Ces matériaux servaient à des caisses compliquées utilisées pour le transport et la conservation principalement pour la préparation et la conservation de nourriture. La céramique n'existait pas, la terre glaise était de moins en moins utilisée.
À partir du Ve siècle av. J.-C., on voit apparaître des maisons sur pilotis, typiques de la culture de la côte ouest. Depuis longtemps la forêt tropicale abondante fournissait vraisemblablement des arbres suffisamment hauts, et surtout le travail du bois avait fait suffisamment de progrès techniques pour transformer ces arbres géants. Au plus tard à partir du Xe siècle, on a fait attention à éviter de tuer les arbres géants. À cette époque aussi on voit apparaître les premières sculptures en pierre ; on trouve au moins cinquante de ces objets au musée de Victoria.
Sur la côte Sud on voit des traces de piercings de lèvres de 2500 à 500 environ ap. J.-C., où elles disparaissent, contrairement aux territoires des côtes du Nord où ils sont encore une tradition aujourd'hui. De même, de 1500 à 500 ap. J.-C. environ une tradition de lavage d'oreille s'est maintenue. On voit aussi des Whatzits, objets de stéatite, dont l'utilité n'est pas encore éclaircie. Les bijoux de l'époque étaient des colliers de perles, voire des bagues de cuivre, un matériau rare venant d'Alaska. Ces objets révèlent une organisation de contacts commerciaux très étendus : les marchandises échangées ont dû servir à la satisfaction de besoins précis qui sont à relier avec l'apparition d'une couche dominante de la société, la noblesse.
La « période Skarnel » (350 av. - 250 ap. J.-C.) voit les microlithes disparaître. Les sites de fouille sont Esilao, Katz, Pipeline et  Silverhope Creek.
Les pipes font leur apparition au plus tard pendant la « période Emery » (250 - 1250), sûrement vers le Ve siècle. Toutefois le tabac était fumé sur la côte sud, au nord il était plutôt mâché. Le tabac était cultivé dans les jardins mais le jardinage n'a pas fait école pour la culture potagère. En même temps on voit apparaître des fuseaux et des indices de fabrication de couvertures vraisemblablement avec des poils de chiens et de chèvres des neiges. Les chiens étaient gardés comme les moutons en Europe surtout dans les Gulf Islands.
La « période Esilao » (1250 - 1800). Cette période qui se termine par les premiers contacts avec des Européens est marquée par des pointes de projectiles plus petites fabriquées d'une façon bien particulière. Les énormes amas de coquillages nous renseignent beaucoup sur la société d'alors. On trouve des coquillages, des cendres, des roches qui ont éclaté au feu, des os d'animaux et des déchets. Sur l'ensemble de la côte, d'environ 3000 à 2500 av. J.-C., on voit différentes techniques d'utilisation de pierres, d'os voire de bois de cervidés. À partir de 1500 av. J.-C. la société a pour base la conservation d'aliments principalement la chair de saumon. Les premiers villages occupés durablement l'hiver apparaissent à partir de 1200 v. J.-C., de grandes constructions communes vers la Naissance du Christ.
Dans la basse vallée de la Skeena, dans le Canyon du Kitselas on distingue des périodes distinctes. D'abord la « période Gitaus », de 1300 à 600 av. J.-C. environ sur le « site Paul-Mason ». Il s’agit de camps d'été pour la pêche. La période Skeena (1600 - 1200 av. J.-C.) qu'on ne trouve qu'à Gitaus, se caractérise par des bifaces ouvragés sur une face en forme de lances, un genre de coups-de-poing aiguisés des deux côtés. Le silex avait beaucoup d'importance.
Dans le delta de la rivière Fraser se trouvent les sites les plus importants de St. Mungo, Glenrose et Crescent Beach. Les coquillages y étaient plus importants, le poisson plus significatif que le gibier ou les mammifères marins (avant tout le saumon et le Platichthys stellatus, une variété de flétan présente sur presque toutes les côtes du Pacifique). Mais le gibier est resté très important puis les phoques.

### La civilisation Marpole
Les Salishes de la Côte d'aujourd'hui se rattachent à la civilisation Marpole. Elle se caractérise par les mêmes différences sociales, les maisons en bois abritant plusieurs familles, la pêche et la conservation du saumon, des sculptures riches de dimensions monumentales parfois et des cérémonies complexes.
À cause de l'importance énorme de la pêche du saumon on a longtemps parlé d'une émigration partant de la vallée du Fraser ou des plateaux mais la civilisation Marpole s'est nourrie sur place. Cette civilisation porte le nom d'un site aujourd'hui à Vancouver, à l'époque sur la côte qui, grâce aux sédiments laissés par le Fraser, s'est déplacée vers l'Ouest. Le village sur une colline de coquillages s'étendait sur plusieurs hectares, la colline mesurait 3 à 4 mètres de hauteur. Sur la Côte Sud on atteint un maximum de complexité. On y trouve un habitat durable pour l'hiver, des maisons en bois à partir de la naissance du Christ environ. Les tombes marquent de fortes différences de statuts.
Les harpons avec hameçons ont remplacé les autres types de harpons. Le nombre d'objets de décor, des figures de pierre, augmente nettement. Le site important de fouilles de la civilisation Marpole se trouve à Beach Grove, un village d'hiver dans la vallée du Fraser. On y trouve diverses maisons affaissées grandes mais pas encore mesurées précisément. Les tombes d'enfants sont richement dotées, en partie de Dentalia, de coquillages, et surtout de cuivre, un métal très rare et de très grande valeur à l'époque.
Vers 400 av. J.-C. apparut une société qui favorisait le soin mis à l'apparence. Entre le Ve et le Xe siècle, beaucoup de groupes de Salishes du Sud se remarquent par des tombes d'amas de pierres (cairns). On en trouve des centaines vers Victoria et Metchosin. Régnait alors une société hiérarchisée basée sur le prestige. Ce n'est que vers le Xe siècle qu'une élite a monopolisé les apparences héritées et accordées ainsi que les instruments du pouvoir et les ressources.

## Les Sociétés vers 1800

### Vie traditionnelle, chasseurs, cueilleurs, agriculteurs

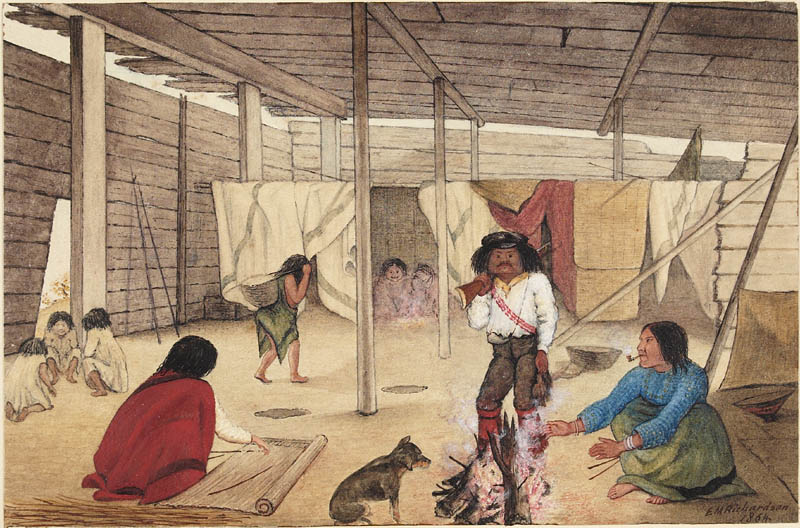
Intérieur d'une maison commune par Edward M. Richardson vers 1860.

Comme sur toute la côte sud du Pacifique, les tribus salishes vivaient en très grande proximité des animaux marins, ils les chassaient ; contrairement aux Nuu-chah-nulth ils épargnaient les baleines. Le saumon jouait un rôle essentiel lorsqu'il remontait les fleuves tous les ans. Sur leurs menus on trouvait d'autres poissons, le hareng ou le flétan, des oiseaux et du gibier. On n'avait pas le droit de chasser partout car certaines familles possédaient leurs filets et des territoires de chasse précis, ainsi celui de la horse clam, un mollusque (Tresus nuttallii). Ils étaient réservés à la « noblesse ». Des règles équivalentes avaient été établies pour les maisons et pour la chasse, la cueillette de nombreuses plantes, les baies, les herbes etc. Il pouvait ainsi arriver que certains clans aillent tous les ans dans certains territoires leur « appartenant » en fonction de la période préférable de récolte des plantes.
On sait depuis longtemps que les Salishes étaient des chasseurs et des agriculteurs attachés à un domaine précis, ils entreprenaient des migrations correspondant aux cycles de la nature. Ils plantaient par exemple des camas, une variété d'agaves à fleurs bleues. Leurs oignons avaient le goût sucré de tomate cuite, parfois de poires. Les Salishes utilisaient deux variétés, les camas communs (Camassia quamash appelées aussi Indian Camas) et les grandes camas (Camassia leichtlinii). La culture et l'entretien des sols ont transformé le paysage au cours des siècles pour lui donner l'aspect d'un parc. La récolte était une bonne occasion de lier des contacts sociaux dans les camps au bord des champs et de renforcer la société par les rituels.
Les zones pauvres en arbres, nécessaires à la culture des camas et dans une mesure équivalente à celle de la pomme de terre adoptée dès 1800, furent créées par une utilisation précise du feu. Le chêne de Garry (Quercus garryana), une espèce de chêne, fut très important. Il est très fréquent de la Colombie-Britannique à la Californie, pousse beaucoup mieux autour de Victoria. Vers 1800 cette société occupait environ 15 km2 du territoire de la ville actuelle.
Des migrations saisonnières marquaient le cours de l'année. On passait l'hiver dans les vallées des fleuves où les plus grands groupes se retrouvaient. D'octobre/novembre à février/mars se déroulaient donc les cérémonies et les fêtes les plus importantes. Au printemps on pratiquait la pêche pour renouveler les provisions consommées. Le poisson était alors séché à l'air, fumé, consommé frais mais jamais salé. Le poisson séché servait aussi au commerce. Dans la nourriture on trouvait beaucoup de racines, de jeunes pousses et de baies.
En été on continuait à cueillir, on coupait aussi du bois pour construire les maisons ainsi que des canoës, des totems, des armes, des outils, des coiffures et des vêtements. De même une variété de chiens blancs fournissait les matériaux pour des couvertures que Simon Fraser découvrit en 1808. Il y avait aussi les camp dogs, semblables aux coyotes qui surveillaient les villages et les camps. En juillet et août quand les saumons remontaient les fleuves la pêche devenait l'occupation primordiale. À la fin de l'été on retournait enfin dans la montagne.
La base de cette migration était un genre de calendrier spirituel, le système des treize lunes. Il constituait le cadre temporel qui commandait les activités économiques telles que la pêche, la cueillette, la récolte accompagnée de cérémonies et d'actes éducatifs. Chaque mois lunaire était ainsi consacré à la maison, aux cérémonies, aux moments propices à l'enseignement.
Ainsi pour contenir les conflits les tribus revendiquaient un territoire traditionnel qui leur assurait la survie lors des migrations annuelles. Ces territoires se composent de douzaines de petites pièces de séjour prévues pour une vie semi-nomade. Pendant les années difficiles le commerce avec l'extérieur qui faisait des côtes des voies commerciales pour de grands canoës pouvait devenir vital. En sens inverse les camas puis les tomates et les pommes de terre pouvaient être exportées vers des régions au climat inadapté. L'avantage de cette organisation était d'éviter presque toutes les mauvaises récoltes et même dans les années où la récolte était faible on pouvait compter sur la mer. Mais pour se garantir le passage à ces territoires on appliquait le principe du lien de famille, i.e. on ne pouvait utiliser certains territoires ou dispositifs, comme des nasses, qu'en respectant le lien de famille. Par conséquent les Salishes de la Côte étaient très nombreux même si on ne peut pas les dénombrer avec précision. Les deux explorateurs Meriwether Lewis et William Clark ont constaté en 1805 que la population n'était pas plus faible que « dans n'importe quel autre endroit des États-Unis ».
D'autres fruits furent cultivés et transformèrent le paysage mais jusqu'à peu on n'a pas considéré que c'était une production agricole. Les Cowichan ont apporté des racines de wapato, de flèche d'eau, sur les Gulf Islands. Sur les bords de la rivière Columbia il y avait des grands champs de wapato. Les wapatos, selon un rapport de Clark le 22 novembre 1805, ont le même goût que les pommes de terre d'Irlande et peuvent être un ersatz de pain. Les Kwagewlth entretenaient des jardins de Pacific Silverweed (Potentilla pacifica) à l'abri de murs de pierres et des champs de trèfle à l'embouchure de la rivière Nimpkish. Les Stó:lōs faisaient régulièrement brûler des terres pour favoriser la pousse des baies. D'autres travaillaient le sol pour cultiver des airelles (qu'on appelle aussi canneberges), des groseilles à maquereau, des Rubus spectabilis, des Rubus parviflorus (Thimbleberry), des oignons sauvages, des fraises, des cow parsnip (Heracleum maximum, qu'on appelle aussi Indian Celery ou Pushki), des carottes, ce qu'on appelle crab apples, des myrtilles, des cassis, etc. — on se rend compte que la frontière est floue entre l'activité agricole, le jardinage et le territoire laissé en jachère pour certaines plantes par le feu ou la protection d'un territoire par des murs de pierre.
George Vancouver qui avait vu de grandes étendues de camas au sud de l'île de Vancouver et sur le Puget Sound a noté : « Je n'ai pas pu croire qu'on ait jamais découvert un pays qui donnait l'image d'une telle richesse ». Cette impression a été renforcée par le fait que les habitants étaient très minces parce que la variole avait coûté la vie à tant de personnes peu avant. Vers 1913-1916, la commission McKenna-McBride tenait au préjugé selon lequel le pays des Indiens ne pouvait pas être cultivé et refusa à plusieurs reprises d'associer des jardins aux réserves.

### Les sociétés et leurs hiérarchies
Vers 1800, la hiérarchie sociale des Salishes de la Côte était plus marquée que dans l'hinterland. Elle était plus rigide encore en allant du sud au nord. À côté du groupe des dirigeants qui disposait des ressources il y avait les simples membres de la tribu et les esclaves. Le concept de propriété concernait tout. On pouvait être possesseur non seulement d'objets, de maisons et d'hommes mais aussi de lieux de pêche des saumons, comme de tous les lieux en général, de rites et de cérémonies, de chansons et d'histoires que tous n'étaient pas obligés de connaître. La guerre était alors une façon de s'enrichir, par exemple par des esclaves qui créaient et entretenaient ce qui permettait à la classe supérieure de vivre. Ils vivaient toutefois sous le même toit que leurs propriétaires. Mais ils pouvaient acquérir un pouvoir spirituel.
Il existait alors de grands campements rassemblant plus de mille habitants. Dans les maisons on trouvait le plus souvent plusieurs familles qui partageaient le même foyer. Ces maisons étaient décorées de symboles : totems et murs peints. On connaît aussi les masques des peuples de la Côte. Souvent ils faisaient remonter leurs lignages jusqu'à un ancêtre commun qui apparaissait sur des objets rituels. Avec cette conception particulière de la famille la société n'avait pas pour première base la tribu. Et donc les liens de parenté déterminaient le dialecte de la tribu et la question de savoir qui travaillait ensemble, qui se partageait les ressources. Cette parenté allait au-delà du groupe local de maisons jusqu'à d'autres communautés. En revanche le village était important pour certaines formes de cérémonies.
D'une part les Tlingits et les Tsimshians sont considérés comme des sociétés matrilinéaires; d'autre part les Wakashans et les Salishes sont organisés selon la double filiation, du père et de la mère. Chez les Salishes de la Côte on ne connaissait pas l'hérédité. Chez tous les Salishes le lévirat (un membre masculin de la famille épouse la femme de son frère décédé) et le sororat (un membre féminin de la famille épouse le veuf correspondant) étaient autrefois très courants afin de resserrer les liens dans les groupes liés par des mariages. Les liens de parenté prennent en compte les deux lignages et le mariage consanguin est interdit. Ces liens de parenté très étendus sont fort importants. Parallèlement les liens locaux existent dans la famille, le foyer, le groupe local et le village d'hiver. La famille élargie est jusqu'à aujourd'hui une base importante, émotionnelle et économique. La solidarité dans la famille est encore aujourd'hui la base de la vie politique.
Les chefs des tribus étaient le plus souvent des hommes et souvent les femmes dirigeaient la maison. La dignité de chef dépendait de la capacité à acquérir un pouvoir spirituel et à avoir une attitude droite, et d'aptitudes personnelles. Il n'y avait pas d'autorité formelle ni supérieure aux hommes. Il faut ajouter le concept de redistribution de la possession par le potlatch, un cadeau ostentatoire qui répartissait la richesse. De là les interdictions officielles valables jusqu'en 1934 (États-Unis) et 1951 (Canada) furent une agression contre un des piliers des cultures indiennes.

### Le commerce
Le commerce a joué un rôle peu comparable au commerce en Europe. Certes les voyages servaient à l'échange de marchandises mais également à créer et consolider des liens de parenté auxquels on pouvait avoir recours même après une assez longue interruption. C'est ainsi que les Salishes de la Côte disposaient pratiquement partout sur leur immense territoire de pied-à-terre qui facilitaient le commerce. La connaissance de ces lieux était « privée » et n'appartenait qu'à une famille. La couche inférieure de la société était très ciblée sur sa région et ne connaissait pas ces liens.
Les oignons de camas qui pouvaient avoir 4 à 8 cm. de diamètre et peser plus de 100 g. étaient l'objet d'un commerce intense en particulier avec les Nootkas (Nuu-chah-nulth) parce que la plus grande partie de ces produits qu'ils aimaient poussaient dans le sud humide et plus chaud de l'île de Vancouver. Bien avant que des colons blancs s'y installent les Amérindiens cultivaient des tomates et des pommes de terre qu'ils avaient obtenues dans les premiers forts de la Compagnie de la Baie d'Hudson. On cultivait aussi des haricots mais on n'en faisait apparemment pas commerce.
On faisait en outre un grand commerce de peaux de vipères et de castors, d'huile de poissons et de graisse (surtout la graisse du poisson-chandelle semblable au beurre) mais aussi de bois de construction pour les maisons et les forts des compagnies de commerce de peaux. Il faut ajouter des couvertures faites en partie avec des poils des chèvres et souvent des poils des chiens élevés autour de la route Juan de Fuca. Les chiens étaient élevés en troupeaux comme les moutons et fournissaient des poils blancs ou foncés pour des couvertures, des matelas, des paniers et des vêtements largement diffusés. Lors de la destruction de nombreux centres de commerce les couvertures devinrent un article important bientôt commercialisé par la Compagnie de la Baie d'Hudson. Lors de la mise en place des réserves on s'en est également servi comme objet d'échange pour compenser les territoires perdus.
Les campagnes de pillages et de saccages des premiers marchands de peaux, renforcés par l'arrivée continue d'armes, à l'encontre des tribus vivant au nord des Salishes, dues principalement aux Haida, aux Kwakwaka'wakw et aux Tlingits ont sûrement causé des dommages énormes et pour longtemps à ce commerce. On semble à peine avoir recherché jusqu'où les populations dévastées ont modifié le commerce avec les tribus du Nord.

## Les Européens et les Américains

### Premiers contacts et hécatombes
Les premiers contacts avec des Européens eurent lieu auprès des tribus salishes les plus méridionales. En 1775, deux navires espagnols sont apparus dont au moins un, la Santiago menée par Bruno de Hezetas, a importé la variole chez les Quinault. Cette épidémie a, selon les estimations, coûté la vie à un tiers des Indiens de la Côte Pacifique ; chez les Salishes vivant aujourd'hui aux États-Unis les pertes ont été beaucoup plus importantes, à tel point qu'ils ont à peine pu se défendre des attaques menées par les peuples du Nord d'abord moins atteints. La maladie continua à reprendre vigueur ; ainsi en 1790, lorsque le navire mené par le capitaine espagnol Manuel Quimper apporta la maladie chez les Beecher Bay First Nation on dénombra en 2005 rien que chez les Lower Elwha Klallam près de Tse-whit-zen au moins 335 squelettes. Le commerce extérieur a joué un rôle aussi important dans la propagation de la maladie que lorsque les équipages des marchands de peaux l'ont apportée. Chez les Salishes de l'intérieur, les Flathead, les Spokanes et les Cœurs d'Alène apparut de 1807 à 1808 une « grande maladie » ; ce n'est que lors de l'épidémie de 1853 que l'on sut avec certitude qu'il s'agissait de la variole.

### Le commerce
Un pelletier nommé Charles Barkley atteignit la route Juan-de-Fuca vers 1787. Les Espagnols Dionisio Alcalá-Galiano et Cayetano Valdés Y Flores Bazán ainsi que le Britannique George Vancouver arrivèrent en 1792. Au nom du gouvernement US l'expédition Lewis et Clark explora l'Ouest américain, elle atteignit la basse Colombie et le Pacifique en 1805 ; Simon Fraser, un pelletier de la Compagnie North West descendit en 1808 la rivière qui porte son nom et atteignit le Pacifique ou la rue Juan-de-Fuca. En 1811 les premiers pelletiers s'installèrent en Colombie, des forts apparurent : Fort Shuswap (1812-1813). La Compagnie de la Baie d'Hudson suivit dans les années 1820 et fit construire Fort Langley en 1827. À cette époque les tribus du Nord lancées dans des pillages à grande échelle arrivèrent jusque loin dans le Sud : ils ont par exemple attaqué les Nanooses au sud de l'île Vancouver en 1823. En 1839 il n'en restait plus que 159. Il se constitua en revanche à l'Ouest du Canada la plus grande coalition indienne qui englobait presque tous les Salishes de la Côte sur l'île Vancouver. Elle infligea une lourde défaite aux bandes de Lekwiltoks et de Comox en 1840 lors de la bataille de Maple Bay près de Duncan. La coalition avait aussi l'intention de s'emparer de Victoria créée en 1843 mais elle s'embarqua dans des négociations. L’association créée depuis peu et menée par le chef Tzouhalem se dissolut. C'est à mettre au compte des groupes vivant plus au Nord comme les Haidas qui accentuèrent leurs campagnes guerrières entre 1853 et 1862.
Comme dans la plupart des cas ce sont les Amérindiens locaux qui ont aidé — les Kwantlems à Fort Langley, les Songhees pour la construction de Fort Victoria —. Beaucoup de femmes haut placées se sont mariées à des employés des compagnies. Cette politique changea à partir de 1850 environ avec James Douglas, le premier gouverneur de la colonie de l'île Vancouver. Le pouvoir passa alors aux mains des Britanniques qui ont signé des accords avec quatorze tribus (les accords Douglas).

### Le tracé des frontières, le découpage des territoires
Le traité de séparation de 1846 entre la colonie britannique et les États-Unis qui séparait le continent suivant le 49e parallèle sépara également quelques tribus. En avril 1845 à Londres, la population des Amérindiens de l'immense territoire avait été estimée à 140 000. Les tribus vivant au nord de cette ligne furent alors confrontées à une politique indienne tout à fait différente de celle des tribus vivant au sud. La Grande-Bretagne s'attribua tout le pays en tant que Crown Land et installa des réserves plus tard. Les tribus furent réparties selon leurs villages et en suivant une règle particulièrement variable qui répartissait les familles et leurs besoins de terre (10 à 600 ha par famille), réparties dans des réserves qui ont extrêmement morcelé le pays — aujourd'hui encore il y a plus de 1 700 réserves en Colombie-Britannique. Les États-Unis en revanche installèrent peu de réserves étendues, ils envoyèrent plusieurs tribus dans une réserve ou ont occasionnellement oublié d'attribuer des réserves aux Amérindiens. De plus les réserves n'étaient pas du tout sur le territoire traditionnel, des tribus furent arbitrairement reconnues — ou pas — et sur le territoire du Washington les Amérindiens furent souvent privés de leurs droits. On en arriva à des guerres ouvertes, en même temps le gouvernement local ignora les instructions de la capitale de mieux protéger les droits des Amérindiens. Par conséquent, bien des décennies après le traité de Point Elliott de 1855, de nombreux Amérindiens ont vécu en dehors des réserves. Ce fut la même chose pour d'autres accords de l'époque.

### Une immigration massive
Lorsque la Californie fut envahie par les chercheurs d'or le nombre des colons était très faible. Les premiers colons arrivèrent dans le Washington et l'Oregon. En 1850, un premier recensement enregistrait 1 049 Blancs sur le territoire actuel du Washington, en 1860 ils étaient déjà 11 594. La fièvre de l'or sur les bords du Fraser fit augmenter la population de façon considérable au Nord. Des milliers de chercheurs d'or très souvent armés — venant surtout de Californie — ratissèrent la région et délogèrent ou tuèrent un nombre incalculable d'Amérindiens. Les « anciens colons » devinrent vite minoritaires. Cela obligea le gouvernement colonial britannique à chercher un nouveau contrepoids. En urgence on aida l'émigration de Grande-Bretagne qui délogea particulièrement les Stó:lō ou les Taits encore plus, d'autres furent expulsés dans de petites réserves à l'écart.
Douglas était depuis longtemps déjà favorable à une politique de réserves, les premiers traités avec les tribus de Victoria ou de Nanaimo l'ont concrétisé. En 1861 il ordonna au Chief Commissioner of Lands and Works de prendre des mesures pour préparer des démarcations aux réserves. des réserves devait pourtant être exposée par les autochtones eux-mêmes. Cette politique indienne relativement clémente se termina en 1864 alors que Joseph Trutch était Chief Commissioner of Lands and Works.
Il y avait une politique indienne aussi clémente aux États-Unis au mieux jusqu'en 1846 voire 1855, c'est-à-dire au moment où la Compagnie de la Baie d'Hudson qui faisait profits de l'activité commerciale des Indiens fut obligée de débarrasser le terrain : de nouveaux intérêts s'imposèrent. Le territoire de l'Oregon, voire le territoire du Washington à partir de 1853 eut peu d'importance. Mais à partir de 1850 les premiers colons, à cause de leurs prétentions sur les terres et leurs manières sans scrupule, entrèrent en conflit avec les indigènes. Ceux-ci n'avaient eu affaire jusque-là qu'à des commerçants dont certains s'étaient même mariés avec de jeunes Indiennes. Cette organisation a vite été détruite. La base des revendications des colons était l' Oregon Donation Land de 1850, une loi qui autorisait pratiquement chaque colon à s'approprier jusqu'à 320 acres de terre par personne. Pendant les cinq années de sa validité cette loi a vu environ 8 000 titres de propriété d'une surface de 3 millions d'acres passer aux mains des colons blancs. Les Indiens avaient été expropriés sans autre forme de procès.
Plusieurs traités furent signés en 1855 mais les conditions étaient si mauvaises que les Yakimas et les Puyallups s'y opposèrent. Des interventions en masse de la troupe étouffèrent les révoltes (1855-58) qui conduisirent presque à la disparition des Chinooks. La réserves de Cowlitz fut simplement vendue (cf. le traité de Point Elliott). De plus des « tribus » qui n'existaient pas auparavant furent créées sans tenir compte des habitudes des groupes locaux. Le gouverneur Stevens déclara : « Si on les rassemble dans de grands groupes le gouvernement a toujours le pouvoir de s'assurer l'influence des chefs et donc de diriger (manager) les populations. » De plus, comme ses contemporains, il était d'avis qu'il fallait installer les Amérindiens dans des réserves, les laisser pêcher le poisson et que les Blancs en fassent des paysans.

### Les épidémies et les missions évangéliques
Dès le début le pire a été les épidémies comme celle de variole en 1775 qui a fait rage chez les Salishes. Peut-être en 1810 mais de façon sûre en 1824 et 1848 il y a eu la rougeole, à nouveau la variole en 1837 et 1853, à nouveau la variole en 1862. S'ajoutèrent des maladies inconnues des Indiens et donc mortelles comme la grippe, les maladies vénériennes et la tuberculose.
Les mesures de prévention prises par beaucoup de missionnaires et de médecins en 1853 et 1862 n'ont été efficaces que ponctuellement. De nombreux Salishes qui vivaient autour de Victoria et dans le Puget Sound ont survécu, mais le désastre a été énorme au Nord. Malgré tout, les missions ont profité de ces catastrophes car les pertes de savoir culturel après la mort des chamans et homéopathes, des anciens et des guérisseurs et donc la croyance en un pouvoir trop faible de ses propres forces ont favorisé la conversion de beaucoup de Salishes au christianisme.
Le premier missionnaire a été Modeste Demers, un missionnaire catholique, qui arriva à Fort Langley en 1841. St. Mary's, une mission d'oblats, fut créée en 1861 sur le Fraser. Paul Durieu, un évêque, réussit même à imposer un état divin aux Sechelts dont la population était passée de 5 000 à 200. Les méthodistes s'installèrent à Hope en 1859. Les tribus salishes du sud du Washington furent également décimées par des épidémies, plus d'une tribu disparut pour toujours comme les Snikomishes. Les catholiques et les méthodistes ont missionné dès 1840 voire 1850, avec peu de succès au début. Ce n'est qu'après les « guerres indiennes » que les missions ont connu le succès.
Chez les Salishes la concurrence entre les confessions a conduit à de nouvelles séparations internes. Chacun des chefs de communauté surveillait le changement de vie de ses sujets - en transformant le système Watchman des Indiens pour en faire un instrument de contrôle et de sanctions - et, de plus, il voyait d'un mauvais œil les mariages interconfessionnels. Ainsi le système de communication basé sur la parenté chez les Salishes fut à nouveau affaibli car les confessions et donc les tribus restèrent fermées sur elles-mêmes.

### La politique des réserves et le système Trutch
La politique indienne en Colombie-Britannique a toujours été plus radicale que celle du gouvernement d'Ottawa. Cela tient en partie à l'immigration de chercheurs d'or originaires de Californie qui, avec leur absence totale de toute conscience du non-droit, ont poussé à la rébellion des tribus aux mœurs pacifiques : ce fut le cas pour la guerre du Canyon du Fraser, qui se termina sans que les Amérindiens ne versent une goutte de sang. Si Ottawa avait considéré l'attribution de 160 acres par famille comme une bonne décision, le gouvernement ne voulait en accorder que 25. En 1875 on a mis en place une commission des réserves indiennes pour régler le problème des terres. L'idée de base était de trouver un accord avec chaque « nation ». Mais cela voulait dire que chaque individu allait être affecté à une « tribu » sans tenir compte de ses liens de parenté, tribu qui recevrait un territoire non pas d'un seul tenant mais une suite de petits terrains précis.
Les réserves ainsi constituées devaient être administrées en respectant les lois et pouvaient être agrandies ou réduites en fonction de l'évolution de la population. En 1877 Gilbert Malcolm Sproat fut le seul commissionnaire des réserves indiennes, il fut renversé en 1880 parce qu'il avait accordé trop de terres. Peter 0'Reilly lui succéda jusqu'en 1898. Le gouvernement fédéral fut toujours en conflit avec la politique de la province et en 1908 on commença à dissoudre la commission. En 1911 le dossier devait passer à la Cour Suprême mais la province refusa de collaborer. Le 24 septembre 1912 fut installée la McKenna-McBride-Kommission. De 1913 à 1916 la commission se rendit dans les réserves. En conclusion elle recommanda la réduction de 54 réserves sur une superficie de 47 000 acres, réduite à 35 réserves pour 36 000 acres après des protestations. Les 733 891 acres restants furent découpées en 1 700 parcelles.

### La résistance dans le cadre de la constitution
Les Salishes, d'abord peu habitués au système gouvernemental à trois niveaux, ont été les premiers à tenter d'agir au niveau politique. En 1906 une délégation s'est rendue en Grande-Bretagne chez le roi Édouard VII pour faire valoir leur demande de territoires. Les chefs des Lillooets ont rencontré en 1912 Wilfrid Laurier, alors Premier Ministre avant qu'il perde les élections suivantes. En 1913 arriva la Nishga Petition à Londres ; de là-bas on ne pouvait plus intervenir parce qu'il aurait fallu saisir au préalable les instances locales canadiennes.
Après avoir reconnu leur défaite la plupart des tribus suivirent une politique de relations entre elles. Les tribus de l'hinterland créèrent en 1909 les Interior Tribes of BC et ceux de la côte la Indian Rights Association. De ces organisations sont issues en 1916 les Allied Tribes of British Columbia qui jouèrent un rôle de contre-organisation face à la Commission McKenna-McBride. On fêta ouvertement à nouveau le Potlach mais on procéda à des arrestations, également de chefs à partir de 1920. En 1923 deux de leurs dirigeants, Peter Kelly et Andrew Paull, déposèrent des doléances au gouvernement qui aboutirent pour la première fois à des dédommagements (2,5 millions de CAD), puis une extension de demande de 160 acres par réserve, sans compter des droits de chasse et de pêche. S'ajoutèrent des aides à l'éducation et à la santé. Le gouvernement répliqua en 1927 par le Great Settlement qui refusa toute demande de territoire. En outre le recours à des avocats pour faire valoir leurs droits fut explicitement interdit aux Indiens. Il fallait à nouveau saisir la Cour supérieure compétente de Londres, le Judicial Committee of the Privy Council, qui reconnaissait les droits pré-européens comme valables jusqu'à ce que le contraire soit décidé. Le gouvernement repoussa la question à partir de 1925 en se laissant beaucoup de temps jusqu'à ce que la question soit adressée au parlement, ce qui devait arriver en 1927. Le parlement entérina l'interdiction d'engager des avocats. À peine plus tard les Allied Tribes disparaissaient.
En 1931 les tribus créèrent la Native Brotherhood of British Columbia qui fit paraître le mensuel Native Voice. Elles participèrent aussi à la Indian Homemakers' Association et à la Confederation of British Columbia Indians. En 1947 les Amérindiens obtinrent, en raison d'une évolution mondiale du droit de vote accordé aux minorités, le droit de vote au niveau de la province. En 1951 on a pu imposer que des pratiques culturelles comme le Potlatch soient libres de toute interdiction. Les enfants eurent alors le droit de fréquenter des écoles publiques, on pouvait demander une aide juridique, la consommation et la possession d'alcool furent dépénalisées.
Le gouvernement canadien restreignant la possibilité d'en appeler au Judicial Committee de Londres, des tribunaux canadiens furent mis en cause à partir de 1949. Mais au début des années 1950 Frank Calder des Nisga'as commença une nouvelle offensive pour demander des terres. D'autres groupes comme les Nootkas (Nuu-chah-nulth) commencèrent à s'organiser (1958).
En 1960 les Amérindiens obtinrent le droit de vote au niveau fédéral ; pourtant en 1965 le tribunal de Victoria essaya d'imposer que le droit de 1763 ne s'applique pas dans la partie de la Colombie-Britannique encore inexplorée : la Cour Suprême s'y opposa. En 1969 Davey, premier juge de Colombie-Britannique, refusa pourtant les droits des Nisga'as à des terres. En 1973 la Cour Suprême déclara que les Nisga'as étaient en possession de leurs droits. Pendant que plusieurs provinces et le gouvernement fédéral reconnaissaient les droits à des terres la Colombie-Britannique refusait toujours. Le Social Credit Party au pouvoir proposa un nouvel argument selon lequel l'accès à la confédération n'entraînait pas de paiement pour la cession de ces droits.
À la fin des années 1980, 75 % des participants à un sondage organisé par le Vancouver Sun reconnaissaient les droits des Indiens. En 1988 fut créé le BC First Nations Congress présidé par Bill Wilson. À partir de 1989, il mena des discussions sans engagement avec les entreprises de matières premières auxquelles le gouvernement s'associa rapidement. Des soulèvements dans d'autres provinces menèrent à des blocages en Colombie-Britannique aussi, surtout chez les St'at'imcs. En 1992 le gouvernement de la province reconnaît autant le droit à des terres que le droit à un gouvernement autonome. En 1993 la Cour Suprême de la province a reconnu les droits, même restreints, sur le territoire extérieur à la réserve. Depuis on assiste à des négociations pour chaque groupe en particulier. Parmi les Salishes il n'y a jusqu'à maintenant que les Tsawwassen qui ont signé un accord, un autre doit être ratifié ; les Nisga'as sont les seuls à avoir participé à l'ensemble du processus.

### Les changements économiques
Au début du commerce des peaux le prestige, les armes et le pouvoir politique passèrent dans des mains moins nombreuses qu'avant. Les premières tribus à profiter du commerce ont d'abord eu l'avantage. Mais les Blancs sont vite arrivés sur leurs territoires et le danger des épidémies s'accrut rapidement.
Les premiers atteints furent les Salishes de la Côte dans la basse vallée du Fraser (et sur le Puget Sound). Les fermes qui s'installèrent ont empêché les femmes indiennes de pratiquer la cueillette et le jardinage. Puis la pêche pratiquée par les Salishes fut détruite par la pêche de plus en plus industrielle que le gouvernement canadien aida au détriment des Indiens. Des constructions comme celle d'un pont de chemin de fer enjambant le Fraser ont détruit les escaliers à poissons et donc mis un terme à beaucoup des fish runs massives. Puis il y eut des barrages. Des lacs comme le Lake Sumas ont simplement été asséchés dans les années 1920 pour gagner des terres arables.
les Amérindiens s'engagèrent de plus en plus comme bûcherons, employés de scieries, un moment comme mineurs dans les mines de charbon. D'autres ont travaillé dans la pêche industrielle, les hommes le plus souvent comme pêcheurs, les femmes pour préparer et emballer. Puis les Japonais et les Chinois les ont remplacés d'abord pour construire des lignes de chemin de fer, puis à la pêche. La loi empêchait les Amérindiens de faire commerce de leur pêche. Ils furent de plus en plus payés à la journée, affectés à des travaux non qualifiés et saisonniers.

#### L'industrialisation par et avec les Salishes
Jusque-là les Amérindiens, et principalement jusqu'en 1862, l'approvisionnement de Victoria qui s'agrandissait en matériaux de construction, main d'œuvre, et alimentation. En 1859 plus de 2 800 Indiens campaient près de la ville dont peut-être 600 Songhees, 405 Haidas, 574 Tsimshians puis 223 Stikine River Tlingits, 111 Duncan Cowichans, 126 Heitsuks, 62 Paceedahts et 44 Kwakwak'wakwes. Les nouveaux venus avaient été intégrés dans leur grand système commercial. Ils avaient tant de succès que même des guerres longues avaient disparu. Au Nord-Ouest du Washington les Makahs, une tribu des Nootkas (Nuu-chah-nulth), créèrent en 1880 la Neah Bay Fur Sealing Company et armèrent le Lottie à Port Townsend. Le Lottie fut finalement acheté par le chef James Claplanhoo, suivirent trois autres goélettes et le Discovery à Victoria. En 1886 le chef Peter Brown acheta Champion, une autre goélette.
À la découverte d'importantes mines de charbon, le Nanaimo Coal Tyee demanda à la Compagnie de la Baie d'Hudson si elle était intéressée par la montagne noire qui brûle. Lui-même avait déjà transporté du charbon par bateau à Victoria. En 1852 Joseph MacKay, officier responsable à Fort Nanaimo, se montra satisfait du travail des Indiens dans les mines. Des premiers 1400 barrels qui furent extraits, la moitié l'avait été par eux. Beaucoup aussi se syndiquèrent. En 1890 Thomas Salmon, un habitant de Nanaimo, fut envoyé à Ottawa en tant que représentant de la  Miners and Mine Labourers Protective Association. Pendant la grève des mineurs de Nanaimo en 1912-1914 les Amérindiens refusèrent de travailler pour briser la grève et furent inscrits sur une liste noire.
Mais la plupart travaillaient dans la pêcherie. Alors que vers 1900 1 500 à 2 000 d'entre eux travaillaient comme pêcheurs ou rameurs, ils étaient déjà 3.632 en 1929. Eux aussi participèrent à la première grève des pêcheurs en 1893. Ils furent à l'origine des syndicats de même que les Squamishs qui en 1912 créèrent la International Longshoremen's Association. Ils participèrent aussi à la grève des dockers de Vancouver de 1923 à 1935.
Depuis les années soixante de nombreux emplois furent créés par l'État dans le cadre de l'autonomie. Ces emplois étaient souvent occupés par des femmes. Entre-temps beaucoup de tribus essaient de devenir économiquement plus indépendantes : elles utilisent leurs territoires pour le tourisme après qu'une grande partie de leurs ressources ont été épuisées ou détruites. Depuis 1993 ils peuvent à nouveau pratiquer une pêche commerciale limitée dans le Fraser. Mais le nombre de saumons reste bas, à cause et de l'élevage de poissons et des changements climatiques.

#### Jeux de hasard et divertissement, tourisme et culture (États-Unis)
Les Salishes de la côte aux États-Unis ont connu un autre type de développement économique. D'abord de fortes impulsions pour l'autonomie ont été encouragées par la Mission Indian Federation (1919-1965) qui s'est détachée en 1972 de la Southern California Tribal Chairmen's Association. Au nord-ouest les tribus se sont rassemblées au sein de la Northwest Federation of Indians dont beaucoup de représentants se réclamaient des accords existants.
L'agriculture de l'État fournissait beaucoup de travaux saisonniers, notamment pendant les récoltes. En été la culture importante de houblon pour la bière offrait de nombreux emplois. Beaucoup de familles déménageaient ainsi selon les lieux de récolte.
En 1934 les États-Unis abandonnèrent leur politique d'affaiblissement des groupes de tribus en les divisant. Une rupture marquante été fournie par un jugement californien à l'encontre du Cabazon Band of Mission Indians en 1987 qui renforça la souveraineté des Indiens et interdit à l'État d'intervenir dans la branche importante des casinos (cf. Cahuilla). Ces établissements de jeux de hasard sont devenus entre temps des établissements de divertissement lucratifs qui ont transféré leur base de départ vers une offre de divertissements touristiques à grande échelle. 
Plusieurs Salishes de la Côte tiennent des casinos : les Skokomishs, les Tulalips, la tribu de Shoalwater Bay, les Upper Skagit et les Snoqualmie depuis 2009.
Certaines tribus ont énormément cru. La population Puyallup au Sud du Puget Sound, qui vers 1850 ne comptait que cinquante survivants à de lourdes épidémies, a recommencé à croître lentement. Les droits gagnés sur les terres, la souveraineté et l'indépendance économique ont non seulement attiré de nouveaux habitants dans la réserve mais de plus en plus de personnes ont revendiqué leur origine indienne. Aujourd'hui la tribu compte plus de 3 800 membres.

### Renaissance de la spiritualité
La Indian Shaker Church, qui rassemble les idées chrétiennes et indigènes a pour base les expériences de mort et de résurrection d'un Salishe de la Côte du Puget Sound du nom de John Slocum. C'est de là que cette doctrine apparue en 1882 s'est répandue.
Depuis les années 1950 on a redécouvert la Spirit Dance, une danse d'hiver ; elle connut son premier apogée dans les années 1990. Avant la levée de l'interdiction du Potlatch elle profitait déjà d'un mouvement favorable ; quand l'interdiction fut levée en 1951 on a pu à nouveau la pratiquer au grand jour. Dix années plus tard il n'y avait toujours qu'une centaine de danseurs, mais dans les années 1990 ils étaient souvent 500 à se rassembler. Un assistant en chansons et esprits introduit à la connaissance nécessaire, des rituels comme un bain dans la nature, une réduction certaine de l'alimentation doivent aider le novice à s'isoler de son environnement.
Les potlaches sont toutefois pratiqués quand quelqu'un doit prendre le nom d'un ancêtre en souvenir d'un défunt, assiste à un enterrement. On invite des gens de tout le territoire salishe. Parfois tout est fait dans sa maison.
On a redécouvert l'art de la sculpture, de la peinture et du tissage ; Susan Point des Wu'muthkwyum (Musqueam) a gagné une renommée extrarégionale. Les promenades en canoë attirent également beaucoup de touristes. Des concours sont aussi organisés entre les tribus et les clans.
Des pow-wows et des rassemblements de danses ouverts à d'autres tribus connaissent un grand succès. Certaines chansons ne peuvent cependant pas toujours être interprétées car elles sont liées aux saisons, à certaines cérémonies ou à des clans bien précis. Ces festivités culminent tous les ans lors d'une grande réunion internationale de tous les Salishes de la Côte dont les participants sont accueillis dans les tribus alentour.
La culture et l'histoire ont également apporté la célébrité à plusieurs. Sonny McHalsie, un Stó:lō, a étudié de près les documents concernant les noms de lieux des Halcomélems. Il est employé par sa tribu comme expert culturel.

### Les conséquences: missions, écoles résidentielles, éducation
Dans le répertoire de l'éducation pré-européenne, on trouve la récitation des traditions orales parmi lesquelles : les histoires de familles, l'histoire et la généalogie, les légendes et les mythes. Ce devoir revenait aux anciens mais aussi aux femmes, par l’instruction des jeunes femmes par les plus anciennes dans les huttes de menstruation, et chez les chamans par une espèce de mentor. Les grands-parents étaient alors très importants. Déjà enfants, les « historiens » des familles et des tribus étaient choisis et formés.
Les « Residential Schools », dont le premier objectif était l'assimilation au mode de vie canadien, furent fermées dans les années 1970 et 1980. À cause des conditions qui y régnaient, les églises aussi bien que l'État ont présenté leurs excuses et établi un programme de réparation. Des tribus, comme les Stó:lōs sur l'île Seabird, proposent des cours de langues et font eux-mêmes la classe à leurs enfants. Les cours de langues sont de plus en plus nombreux depuis les années 1990, de même les frais d'inscription aux écoles supérieures et universités croissent. On le doit à la First Nations House of Learning de l'université de la Colombie-Britannique.

## Histoire récente
En 1977, la Gitksan-Carrier Declaration demandait : « Reconnaissez notre souveraineté, reconnaissez nos droits afin que nous reconnaissions les Vôtres. » En fait en 1982 dans la section 35 (1) de la constitution canadienne on reconnut fondamentalement les demandes de la population indigène (« aboriginals ») et les relations avec les niveaux de gouvernement partirent sur une nouvelle base. Dans la « Delgamuukw decision » la Cour Suprême décida qu'avant 1867 les droits des premiers habitants n'avaient jamais été supprimés et qu'ils couraient depuis la création du Canada. En outre plusieurs jugements rendus insistèrent pour que les Amérindiens aient le droit d'apporter leur culture différente à leurs enfants : leurs territoires en était partie intégrante. De là dans toute décision concernant ce pays on devait consulter la tribu concernée. En 1997 la Cour Suprême décida que les droits s'appliquent aux droits sur les terres, les ressources, le droit aux traditions culturelles ainsi qu'à l'autonomie politique.
Cette décision concerne aussi l'industrie de la pêche qui représente la quatrième branche de l'industrie du Canada. Un tiers des richesses est réalise en Colombie-Britannique. Ce n'est qu'en 1990 que le droit à la pêche des Indiens fut reconnu dans la « Sparrow decision » bien avant toute autre demande économique.
En 1993 la Colombie-Britannique réagit en instaurant la B.C. Treaty Commission. Elle devait d'abord mettre au clair les demandes de terres qui se chevauchaient et les résoudre le plus possible. Un accord devait être signé après un processus traité à six niveaux différents. Mais les opinions divergeaient au cours du processus. Le nombre des opposants qui pensent que trop de droits et de titres étaient accordés croît ; malgré tout, les premiers accords sont signés tant bien que mal. En revanche les Sechelts ont signé en 1986 le Sechelt Indian Self-Government Act. Il faut attendre s'ils sont plus fiables qu'une administration urbaine.
Pendant longtemps la politique des Salishes a consisté à rester dans un espace restreint qui a d'abord été franchi par des liaisons frontalières puis par le choix de représentants dans les plus hautes instances. Ainsi Wendy Grant, candidate des Wu'muthkwyums (Musqueam) a perdu de peu l'élection au poste de Grand chef de l'Assembly of First Nations.
Un des conseils de tribus qui représentent le plus grand groupe des Salishes est le Hul'qumi'num Treaty Group créé en 1993. Il représente les 6 200 membres des Chemainus First Nation, Cowichan Tribes, Halalt First Nation, Lake Cowichan First Nation, Lyackson First Nation et les Penelakut Tribes. Ils sont concernés par les 59 000 ha vendus à des colons dans les années 1860, et 268 000 ha de Vancouver Island attribués pour la construction de la Esquimault and Nanaimo Railway. Les mines de charbon, l'économie forestière et d'autres industries ont peu épargné les terres d'origine. La forêt vierge n'occupe plus que 0,5 % des territoires des tribus. La plupart des réserves sont inférieures à 40 ha. Du domaine des tribus ne restent que 48 000 ha de Crown Land, donc 15 %. 8 000 ha sont transformés en parcs et régions protégées. Plus de 84 % sont des propriétés privées dont presque 200 000 ha entre les mains de quelques entreprises forestières. Ce que les communes les plus pauvres craignent en général c'est que leurs membres vendent petit à petit à l'occasion d'une vente à des particuliers.
Pour la première fois, lors de travaux à Victoria, capitale de la Colombie-Britannique, en 1994, on a eu l'occasion de trouver des chemins praticables dans le cadre du Bamberton Town Development Project et ce conformément aux nouvelles dispositions juridiques. Sous la responsabilité du Environmental Assessment Office on a développé un projet qui devait prendre en compte les demandes de six tribus, les Malahats, les Tsartlips, les Pauquachins, les Tseycums et Tsawout Bands et les tribus Cowichans. Leur compte-rendu prenait en compte les techniques traditionnelles et actuelles d'utilisation des terres concernées, considérait ce que cela signifiait pour les tribus ci-dessus. Ces expériences conduisirent à la protection de différents domaines dans la ville nouvellement créée et aboutirent en 1998 à une participation des Indiens au développement de régions marines protégées comme Race Rocks. Le programme d'enseignement du Lester B. Pearson College comprend des notions de biologie et de culture qui concernent en l'occurrence les Beecher Bay First Nations. Le système des treize lunes joue à nouveau un rôle important. En l'an 2000 les Beecher Bay ont organisé une grande fête où tous les membres sont apparus. Selon les rites les plus jeunes furent les serviteurs des aînés : en leur honneur on a fait brûler des aliments.
Chez les Salishes de la côte, le nombre des femmes qui travaillent comme « Councillors » est passé de 11 % à presque 30 % depuis les années 1960. Dans la nation Stó:lō les salariés ont décuplé entre 1990 et 1997 pour passer de 20 à environ 200. Entre temps des gens gagnent de l'argent pour des travaux utiles qu'ils ont longtemps pratiqués sans salaire : encadrement, enseignement, soins, protection de la nature, etc.
Au sud de frontière avec les États-Unis la situation est marquée par des essais de participation au tourisme et au divertissement. Les casinos et les hôtels sont devenus d'importantes sources de revenus. D'une part les limites entre les territoires sont moins précises, d'autre part ils sont beaucoup plus habités par des gens qui n'appartiennent pas aux tribus. De plus les tribus sont souvent nettement plus grandes. Ils s'efforcent avant tout d'arriver à l'autonomie (« self governance »), ils entretiennent des groupes politiques, des tribunaux, des services exécutifs, etc.
Cet héritage historique fait qu'il n'est pas facile de déterminer ce qu'est une tribu (tribe) même après que le gouvernement a établi un catalogue de sept critères. Comme chaque tribu ne peut exploiter des casinos qu'en constituant une seule personne et que ces établissements se sont avérés être d'énormes fournisseurs d'emplois, telle ou telle tribu essaie d'empêcher que des tribus non (encore) reconnues par l'État soient acceptées pour éloigner la concurrence. Il n'y a donc pas que l'État qui hésite à prendre des décisions qu'il complique.
Malgré ces difficultés les Salishes de la côte se considèrent comme un groupe au-delà des frontières et homogène qui depuis 2007 développe un programme de recréation et de protection de l'environnement naturel. Dans ce but, du 24 au 26 janvier 2007 et du 27 au 29 février 2008 des représentants de tribus salishes aussi bien canadiennes qu'américaines se sont réunis dans la réserve des Cowichans en Colombie-Britannique voire des Tulalips dans l'état du Washington. Ces réunions ont lieu depuis 2005. Les participants se considèrent responsables de toute la côte demandée par les tribus salishes qu'ils appellent Salish Sea.
À l'approche des Jeux olympiques d'hiver de 2010 prévus sur le territoire des Squamishes et des St'at'imcs et d'autres tribus salishes une partie des Squamishes se bat, principalement le Native Youth Movement contre l'expropriation des territoires qu'ils réclament (« No Olympics on Stolen Land »). Les dirigeants de ce qu'on appelle les tribus d'accueil, les Lil'wats, les Musqueams, les Squamishes and Tsleil-Waututh, en revanche approuvent les Jeux olympiques pour en obtenir des bénéfices.
Parmi les dix tribus salishes qui ont fait une demande de reconnaissance, mais ne sont pas reconnus aux États-Unis, on trouve (au 15 février 2007) dans le Washington la Steilacoom Tribe, la Snohomish Tribe of Indians (rejet en 2004), la Samish Tribe of Indians, la Cowlitz Tribe of Indians, les Jamestown Clallam, la Snoqualmie Tribal Organization, la Duwamish Tribe (rejet en 2002), voire la Chinook Indian Tribe/Chinook Nation (rejet en 2003), la Snoqualmo Tribe of Whidbey Island. Dans l'Oregon les Tchinouk Indians ne sont pas reconnus (rejet en 1986).